# Pseudechis colletti
Espèce
Pseudechis colletti est une espèce de serpents de la famille des Elapidae. 

## Répartition
Cette espèce est endémique du Queensland en Australie.

## Description
L'holotype de Pseudechis colletti, un juvénile, mesure 450 mm dont 65 mm pour la queue. Cette espèce a la face dorsale brun foncé avec des taches irrégulières jaunâtres et une ligne vertébrale jaunâtre au niveau de la nuque. Sa face ventrale est jaunâtre.

## Étymologie
Cette espèce est nommée en l'honneur de Robert Collett.

## Publication originale
- Boulenger, 1902 : Description of a new snake of the genus Pseudechis from Queensland. Annals And Magazine Of Natural History, ser. 7, vol. 10, p. 494-495 (texte intégral).